# 慶陽市
慶陽市（けいよう-し）は、中華人民共和国甘粛省に位置する地級市。

## 地理
慶陽は甘粛省頭部に位置し、隴東とも呼ばれる。北と西が寧夏回族自治区、東を陝西省に隣接する。黄河の中流下部の黄土高原、盆地地帯の東部に位置する。海抜は885m～2082m。馬蓮河・蒲河・洪河・四郎河・葫芦河の五つの大河があり、年間水量の合計は8億km3に達する。
平均気温は7から10℃、年間降水量は480～660mm、無霜期間は140～180日。
総面積27,119 km2のうち200km2が森林、530km2が草原である。

## 歴史
慶陽は最初期の黄河文明が栄えた地域の一部であり、また最初に中国を統一した秦の発祥の地でもある。また社会主義革命においても重要な場所である。
清代には安化県が設置されていたが、中華民国成立後の1914年1月、湖南省に同名の地名が存在したことより慶陽県と改称された。

## 行政区画
1市轄区・7県を管轄する。
- 市轄区：西峰区
- 県：慶城県・環県・華池県・合水県・正寧県・寧県・鎮原県

| 慶陽市の地図                                        |
| --------------------------------------------------- |
| 西峰区 慶城県 環県 華池県 合水県 正寧県 寧県 鎮原県 |

### 年表
この節の出典

#### 慶陽専区(1949年-1955年)
- 1949年10月1日 - 中華人民共和国甘粛省慶陽分区が成立。慶陽県・鎮原県・寧県・環県・曲子県・合水県・華池県・正寧県が発足。(8県)
- 1949年12月 - 慶陽分区が慶陽専区に改称。(8県)
- 1950年5月25日 - 曲子県が環県・慶陽県に分割編入。(7県)
- 1955年10月10日 - 慶陽専区が平涼専区と合併し、新制の平涼専区の発足により消滅。

#### 慶陽地区(1961年-2002年)
- 1961年11月15日 - 平涼専区慶陽県・寧県・環県・鎮原県を編入。慶陽専区が成立。(4県)
- 1961年12月15日 (7県)
  - 寧県の一部が分立し、正寧県が発足。
  - 慶陽県の一部が分立し、華池県が発足。
  - 寧県・慶陽県の各一部が合併し、合水県が発足。
- 1963年2月11日 - 陝西省延安専区黄陵県の一部が寧県に編入。(7県)
- 1963年10月28日 - 平涼専区涇川県の一部が鎮原県に編入。(7県)
- 1969年9月4日 - 慶陽専区が慶陽地区に改称。(7県)
- 1985年5月14日 - 慶陽県の一部が分立し、西峰市が発足。(1市7県)
- 2002年6月22日 - 慶陽地区が地級市の慶陽市に昇格。

#### 慶陽市
- 2002年6月22日 - 慶陽地区が地級市の慶陽市に昇格。(1区7県)
  - 西峰市が区制施行し、西峰区となる。
  - 慶陽県が慶城県に改称。

## 経済
2004年の慶陽のGDPは80億1400万人民元で、前年より11.6%の成長。都市部の平均年収は5,130人民元、農村は1,428人民元。石油と天然ガスが慶陽市の経済の屋台骨となっている。特産品は驢馬、羊、牛、ナツメ、牛乳、アンズ他果物。69種類の漢方薬の材料や薬草が取れ、そのうち25種類が出荷されている。

## 文化
大衆文化が豊富で中国古来の影絵劇、剪紙、民俗音楽そして民謡は慶陽の文化の一部である。

## 交通

### 航空
- 慶陽空港（中国語版）

### 鉄道
- 中国国家鉄路集団
  - 銀西高速鉄道（中国語版）

### 道路
- 高速道路
  -  青蘭高速道路（中国語版）
  -  銀百高速道路
  - 打慶高速道路
- 国道
  - G211国道
  - G244国道（中国語版）
  - G309国道
  - G327国道（中国語版）
  - G341国道（中国語版）